# Douglas Diamond
Douglas Diamond (n. 25 octombrie 1953, Chicago, Illinois, SUA) este un economist american, profesor la Booth School of Business de la Universitatea din Chicago. Este specializat în studiul intermediarilor financiari, al crizelor financiare și al lichidității de piață. În 2022 i-a fost decernat Premiul Nobel pentru Științe Economice, alături de Ben Bernanke și Philip H. Dybvig, „pentru cercetarea cu privire la bănci și crizele financiare”.

## Publicații
- “Fear of fire sales, illiquidity seeking, and credit freezes” (coautor Raghuram Rajan), The Quarterly Journal of Economics (May 2011).[12]
- "Liquidity Risk, Liquidity Creation and Financial Fragility: A Theory of Banking" (coautor Raghuram Rajan), Journal of Political Economy (April 2001).[13]
- "Monitoring and Reputation: The Choice Between Bank Loans and Directly Placed Debt", Journal of Political Economy (August 1991).[14]
- "Financial Intermediation and Delegated Monitoring", Review of Economic Studies (July 1984).[15]
- "Bank Runs, Deposit Insurance, and Liquidity" (coautor Philip Dybvig), Journal of Political Economy (June 1983).[16]